# سولو نورملا
سولو نورملا (انگلیسی: Sulo Nurmela؛ ۱۳ فوریه ۱۹۰۸ – ۱۳ اوت ۱۹۹۹) اسکی‌باز اسکی صحرانوردی اهل فنلاند بود.
وی در مسابقات کشوری و بین‌المللی در مجموع برندهٔ ۴ مدال طلا شده‌است.